# Gira Soy Yo

## Repertorio
1. En tus brazos
2. Desconocida
3. Tal vez
4. De mujer a mujer
5. Socorro
6. Los mejores años de nuestra vida
7. Dime la verdad
8. Moja mi corazón
9. Y sin embargo te quiero
10. Arena y sol
11. No te quiero más
12. Noche tras día
13. Sigo intentando
14. Quiero más de ti
15. Soy yo
16. Amor cobarde
17. Desesperada

## Fechas
| Europa                   |                            |        |                            |
| 26 de junio de 2002      | Arroyo de la Miel          | España | Recinto ferial             |
| 13 de julio de 2002      | Alboraya                   | España | Campo de Futbol            |
| 26 de julio de 2002      | Arteijo                    | España | Recinto ferial             |
| 27 de julio de 2002      | Somozas                    | España | Campo de Futbol            |
| 9 de agosto de 2002      | Málaga                     | España | Auditorio municipal        |
| 11 de agosto de 2002     | La Coruña                  | España | Plaza María Pita           |
| 14 de agosto de 2002     | Puebla del Caramiñal       | España | Plaza de Ayuntamiento      |
| 16 de agosto de 2002     | Gibraleón                  | España | Auditorio                  |
| 20 de agosto de 2002     | Alicante                   | España | Campo de fútbol            |
| 23 de agosto de 2002     | Toro                       | España | Campo de fútbol de Toro    |
| 24 de agosto de 2002     | Avilés                     | España | Plaza de Toros de Avilés   |
| 26 de agosto de 2002     | Manlleu                    | España | Campo de Futbol            |
| 9 de septiembre de 2002  | Ayamonte                   | España | Recinto ferial             |
| 11 de septiembre de 2002 | Albacete                   | España | Plaza de Toros de Albacete |
| 13 de septiembre de 2002 | Legazpia                   | España | Auditorio                  |
| 17 de septiembre de 2002 | Oviedo                     | España | Plaza de Toros             |
| 6 de octubre de 2002     | Mancha Real                | España | Recinto ferial             |
| 11 de octubre de 2012    | Boadilla del Monte         | España | Recinto ferial             |
| 25 de octubre de 2002    | Zaragoza                   | España | Multiusos Paraíso          |
| 18 de octubre de 2002    | Mallorca                   | España | Plaza de Toros de Mallorca |
| 19 de octubre de 2002    | Huércal-Overa              | España | Recinto ferial             |
| 11 de noviembre de 2002  | Bilbao                     | España | Teatro Arriga              |
| 17 de noviembre de 2002  | Las Palmas                 | España | Auditorio                  |
| 21 de diciembre de 2002  | San Cristóbal de La Laguna | España | Caseta municipal           |

- Datos: Q28501294